# Троицкий собор (Магадан)
Собо́р Тро́ицы Живонача́льной (Свято-Троицкий собор) — православный храм в Магадане, кафедральный собор Магаданской епархии Русской православной церкви. Храм-памятник жертвам политических репрессий, второй по величине православный храм на Дальнем Востоке.

## Строительство
Храм стоит напротив бывшего здания «Дальстроя» (На Дальстрой была возложена не только разработка недр с добычей и обработкой всех полезных ископаемых края, но и колонизация района разработок и организация всевозможных предприятий и работ в интересах успешного выполнения своей основной задачи). В поздний советский период на будущем месте постройки храма была начата стройка четырнадцатиэтажного здания Дома Советов, был возведён металлический каркас. Но эта работа в 1985 году была приостановлена.
В январе 2001 года, стараниями епископа Магаданского Феофана при содействии губернатора В. И. Цветкова, было принято решение возвести на месте недостроенного здания величественный православный собор — храм-памятник жертвам советских политических репрессий. Строительство началось в октябре того же года. Архитекторами стали супруги Владимир Григорьевич и Елена Валентиновна Колосовы. При значительной поддержке светских властей, различных предприятий и жертвователей работу по возведению вело ООО «Кафедральный собор». Частично разобранный металлический каркас Дома Советов был взят за основу несущих конструкций собора.
14 сентября 2003 года в строящемся Свято-Троицком кафедральном соборе была совершена первая Божественная литургия. В том же году памятник В. И. Ленину, установленный перед несостоявшимся Домом Советов, перенесли на площадь Космонавтов.
Возведение стен было окончено в 2008 году. Роспись собора делали мастера из Палеха.
Две большие иконы для иконостаса, каждая высотой 3 метра, написали иконописцы Троице-Сергиевой лавры.
Собор освящён 1 сентября 2011 года патриархом Кириллом, при епископе Магаданском Гурии (Шалимове).
За 10 лет на строительство кафедрального собора затрачено около 900 млн рублей, как поступлений из бюджета, так и пожертвований верующих.
2 июля 2015 года на Соборной площади, напротив собора, был установлен памятник святителю Иннокентию Московскому, Апостолу Сибири и Америки просветителю Колымской земли.

## Архитектура
Прообразом объёмного архитектурного решения Свято-Троицкого собора послужила древнерусская архитектура Владимира и Новгорода.
Объёмно-пространственная композиция собора, его пропорции решены с учётом градостроительной ситуации. Такое решение позволило удачно завершить формирование застройки Соборной площади.
Двухэтажный стилобат собора почти полностью представляет собой основу бывшего Дома Советов. Стены собора — пятизакомарные, с двумя ярусами арочных окон — опоясаны по нижнему ярусу окон аркатурным поясом. Пилястры венчают капители коринфского ордера. С двух сторон от центрального входа в собор — часовни. Всего в соборе более 100 помещений — воскресная церковно-приходская школа, трапезная, кабинеты и многое другое.
Главная лестница, ведущая к собору, сравнима с Испанской лестницей в Риме.
Троицкий собор является одним из самых высоких в России: высота центрального купола с крестом — 71,2 м. Общая площадь собора с учётом прилегающей территории — более 9 тыс. м².